# Liste der Kulturdenkmale in Lehnstedt
In der Liste der Kulturdenkmale in Lehnstedt sind alle Kulturdenkmale der thüringischen Gemeinde Lehnstedt (Landkreis Weimarer Land) und ihrer Ortsteile aufgelistet (Stand: 26. April 2012).

## Lehnstedt
Einzeldenkmale
| Bild                                    | Bezeichnung                                                                      | Lage                                          | Datierung | Beschreibung | ID |
| --------------------------------------- | -------------------------------------------------------------------------------- | --------------------------------------------- | --------- | ------------ | -- |
| weitere Bilder Fotos hochladen          | Kirche                                                                           | (Karte)                                       |           |              |    |
| Direkt Bild zu diesem Denkmal hochladen | Schmiede                                                                         | Dorfstraße                                    |           |              |    |
| BW                                      | Wohnhaus                                                                         | Dorfstraße 32 (Karte)                         |           |              |    |
| BW                                      | Gehöft (Pfarrhof)                                                                | Dorfstraße 45 (Karte)                         |           |              |    |
| BW                                      | Wohnhaus                                                                         | Dorfstraße 58 (Karte)                         |           |              |    |
| BW                                      | Gehöft                                                                           | Dorfstraße 65 (Karte)                         |           |              |    |
| BW                                      | Gedenktafel für 16 unbekannte KZ-Häftlinge eines Todesmarsches des KZ Buchenwald | Ortsausgang Richtung Großschwabhausen (Karte) |           |              |    |

Bodendenkmal
| Bild | Bezeichnung                                       | Lage                                                                            | Datierung | Beschreibung | ID |
| ---- | ------------------------------------------------- | ------------------------------------------------------------------------------- | --------- | ------------ | -- |
| BW   | Steinkreuzgruppe, bestehend aus drei Steinkreuzen | Am östlichen Ortsrand, 2 m südlich der Landstraße nach Großschwabhausen (Karte) |           |              |    |

## Quelle
- Denkmalliste Landkreis Weimarer Land. (PDF; 929 kB) weimarerland.de